# Josif Kostelnik
Kostelnik Josif (Osif) (Petrovci, 30. studenoga 1903. − Petrovci, 21. lipnja 1936.) - ukrajinski književnik, folklorist i kulturno-prosvjetni radnik.

## Životopis
Rođen je 30. studenoga 1903. godine u selu Petrovcima (Hrvatska). Gimnaziju je završio u Vinkovcima (1914.−1922.) te Pravni fakultet u Zagrebu (1922-1926). Književnu djelatnost je započeo suradnjom s hrvatskim katoličkim časopisom "Luč", pomagao V. Hnatjuku u skupljanju folklora te izdavanju "Južnoslavenskih ukrajinskih narodnih pjesama" (1927). Radio je u Vukovaru, Šabcu, Sarajevu i Rogatici. Umro je 21. lipnja 1936. godine u selu Petrovcima.

## Stvaralaštvo
Autor je zbirke pripovjedaka, pjesama i radova "Prikupljena djela" (Novi Sad, 1981).